# Whoosh!
Whoosh! é o vigésimo primeiro álbum de estúdio da banda inglesa de rock Deep Purple, lançado em 7 de agosto de 2020.

## Contexto
O grupo colaborou com o produtor Bob Ezrin, que também trabalhou em seus dois álbuns anteriores. Seu lançamento foi promovido por uma série de comunicados de imprensa do cantor Ian Gillan, como “Outro álbum?! Whoosh?! ! Gordon Bennett!!!". Ele explicou que o título do álbum foi escolhido por suas qualidades onomatopaicas e "quando visto pela extremidade de um radiotelescópio, descreve a natureza transitória da humanidade na Terra". Ele também disse que os fãs deveriam simplesmente ouvir o álbum como uma experiência agradável.
O álbum estava planejado para ser lançado em 12 de junho de 2020, mas foi posteriormente adiado devido à pandemia de COVID-19. Ian disse que isso aconteceu porque as linhas de distribuição de mídia física deveriam esperar até que os lockdowns fossem amenizados e as restrições suspensas.
Três músicas do álbum foram lançadas como singles digitais, começando com "Throw My Bones".
O instrumental "And the Address" apareceu pela primeira vez como a faixa de abertura do álbum de estreia da banda de 1968, Shades of Deep Purple. O único músico a participar das duas gravações foi o baterista Ian Paice.

## Faixas
Todas as faixas escritas e compostas por Deep Purple e Bob Ezrin exceto "And the Address", escrita por Ritchie Blackmore e Jon Lord. 
| Faixas de Whoosh! |                                                                    |         |  |
| N.º               | Título                                                             | Duração |  |
| 1.                | "Throw My Bones" (Jogo Meus Ossos)                                 | 3:38    |  |
| 2.                | "Drop the Weapon" (Largue a Arma)                                  | 4:23    |  |
| 3.                | "We're All the Same in the Dark" (Somos Todos os Mesmos no Escuro) | 3:44    |  |
| 4.                | "Nothing at All" (Nada Mesmo)                                      | 4:42    |  |
| 5.                | "No Need to Shout" (Não Precisa Gritar)                            | 3:30    |  |
| 6.                | "Step by Step" (Passo a Passo)                                     | 3:34    |  |
| 7.                | "What the What" (O Que Diabos)                                     | 3:32    |  |
| 8.                | "The Long Way Round" (O Longo Caminho em Volta)                    | 5:39    |  |
| 9.                | "The Power of the Moon" (O Poder da Lua)                           | 4:08    |  |
| 10.               | "Remission Possible" (Remissão Possível (instrumental))            | 1:38    |  |
| 11.               | "Man Alive" (Homem Vivo)                                           | 5:35    |  |
| 12.               | "And the Address" (E o Endereço (instrumental))                    | 3:35    |  |
| 13.               | "Dancing in My Sleep" (Dançando Enquanto Durmo (faixa bônus))      | 3:51    |  |
| Duração total:    | Duração total:                                                     | 51:38   |  |

| Faixas bônus da edição MSHG |                                                                  |         |  |
| N.º                         | Título                                                           | Duração |  |
| 14.                         | "Uncommon Man" (Ao vivo no Rio de Janeiro em 2017)               | 6:57    |  |
| 15.                         | "Knocking at Your Back Door" (Ao vivo no Rio de Janeiro em 2017) | 5:49    |  |
| 16.                         | "Black Night" (Ao vivo no Rio de Janeiro em 2017)                | 8:14    |  |

## Recepção
| Críticas profissionais | Críticas profissionais |
| Avaliações da crítica  | Avaliações da crítica  |
| Fonte                  | Avaliação              |
| ---------------------- | ---------------------- |
| AllMusic               | [ 11 ]                 |
| Classic Rock Magazine  | [ 10 ]                 |
| Blabbermouth.net       | [ 12 ]                 |
| NME                    | [ 8 ]                  |
| The Times              | [ 13 ]                 |
| RIFF Magazine          | [ 14 ]                 |
| BraveWords             | [ 15 ]                 |

O álbum recebeu de críticas mistas a favoráveis. Várias publicações notaram que ele continha faixas relativamente curtas e elogiaram o estilo econômico de composição. Uma resenha na NME disse que o álbum não parecia nada com música contemporânea de 2020, mas sugeriu que "talvez isso seja uma coisa boa".

## Créditos
Todas as informações vêm do encarte do álbum.
- Ian Gillan - vocais
- Steve Morse - guitarras
- Roger Glover - baixo
- Ian Paice - bateria
- Don Airey - teclados

Músicos adicionais
- Saam Hashemi - programação em "Dancing in My Sleep"
- Ayana George - vocais de apoio em "No Need to Shout"
- Tiffany Palmer - vocais de apoio em "No Need to Shout"

Produção
- Bob Ezrin - produtor, mixagem, percussão, vocais de apoio
- Justin Cortelyou - mixagem, tracking
- Jason Elliott - mixagem
- Justin Francis - mixagem
- Julian Shank - engenheiro de mixagem
- Bryce Robertson - assistente de tracking
- Alex Krotz - engenheiro
- Jaime Sickora - engenheiro
- Zach Pepe - engenheiro assistente
- Eric Boulanger - masterização
- John Metcalf - arranjos de orquestra em "Man Alive"
- Alan Umstead - maestro em "Man Alive"
- Nick Spezia - gravação da orquestra em "Man Alive"
- Ben Wolf - fotografia da banda
- Elena Saharova - fotografia de paisagem
- Jekyll & Hyde - capa, design

## Paradas
| Chart (2020)                          | Peak position |
| ------------------------------------- | ------------- |
| Austrália (ARIA)                      | 13            |
| Áustria (Ö3 Austria Top 40)           | 1             |
| Bélgica (Ultratop Flandres)           | 7             |
| Bélgica (Ultratop Valônia)            | 1             |
| República Tcheca (ČNS IFPI)           | 2             |
| Dinamarca (Hitlisten)                 | 8             |
| Países Baixos (Dutch Charts)          | 7             |
| Finlândia (Suomen virallinen lista)   | 1             |
| French Albums (SNEP)                  | 8             |
| Alemanha (Offizielle Deutsche Charts) | 1             |
| Hungria (MAHASZ)                      | 3             |
| Itália (FIMI)                         | 6             |
| Noruega (VG-lista)                    | 3             |
| Polónia (ZPAV)                        | 2             |
| Portugal (AFP)                        | 26            |
| Escócia (Official Scottish Albums)    | 1             |
| Spanish Albums (PROMUSICAE)           | 16            |
| Suécia (Sverigetopplistan)            | 3             |
| Suíça (Schweizer Hitparade)           | 1             |
| Reino Unido (Official Albums Chart)   | 4             |
| Estados Unidos (Billboard 200)        | 161           |
| Estados Unidos (Top Rock Albums)      | 20            |
| Estados Unidos (Top Hard Rock Albums) | 4             |
| 11                                    |               |